# The Explorer
The Explorer è un film muto del 1915 diretto da George Melford.
La sceneggiatura, firmata da William C. de Mille, si basa sul romanzo omonimo di W. Somerset Maugham, pubblicato a Londra nel 1909. È la prima trasposizione cinematografica di un romanzo di Maugham .
Il film segna il debutto sullo schermo dell'attore teatrale Lou Tellegen.

## Trama
L'esploratore britannico Alec McKenzie viene inviato dal governo in missione segreta in Africa. Alla missione partecipa anche il dottor Adamson e McInnery, un vecchio spasimante di Lucy, la fidanzata di Alec. George, il fratello della ragazza, è in crisi per essere stato appena licenziato a causa del vizio di bere: Lucy, allora, alla ricerca di qualcosa che possa aiutarlo a cambiare, convince Alec a portarlo con sé in Africa.
Nel profondo dell'Africa, Alec - per conto del governo - entra in trattative con le tribù locali. Ma prima che i negoziati siano ufficialmente ratificati, George uccide uno degli indigeni che aveva cercato di difendere la sua donna dalla violenza del bianco. Gli uomini del villaggio insorgono contro gli intrusi e George, per salvare gli altri, si offre di restare indietro per fermare gli indigeni, coprendo la fuga di Alec e dei suoi che, così, riescono a fuggire in barca. Alec promette di tenere segrete le ragioni del sacrificio di George. Ma, in questo modo, McInnery ha gioco facile nel denigrare il rivale in amore, raccontando a Lucy che Alec ha abbandonato George alla mercé degli indigeni per potersi salvare la pelle. Sarà il dottor Adamson, che non riesce a sopportare quell'ingiustizia, a raccontare a Lucy come si sono effettivamente svolti i fatti.

## Produzione
Il film fu prodotto dalla Jesse L. Lasky Feature Play Company. Venne girato a Los Angeles, nella San Fernando Valley . Il ranch Lasky fu completamente trasformato per ricreare per il film un intero villaggio africano.

## Distribuzione
Prima dell'uscita, la pubblicità attribuì a Cecil B. DeMille la regia del film, mettendo nel cast anche il nome dell'attore Ernest Joy.
Il copyright del film, richiesto dalla Jesse L. Lasky Feature Play Co., Inc., fu registrato il 3 settembre 1915 con il numero LU6272. Distribuito dalla Paramount Pictures, il film uscì nelle sale cinematografiche statunitensi il 27 settembre 1915. In Francia, venne distribuito con il titolo Un drame en Ouganda il 3 settembre 1920.